# Renodes hypomelas
Renodes hypomelas là một loài bướm đêm trong họ Erebidae.